# دیک جونز (هنرپیشه)
دیک جونز (انگلیسی: Dick Jones؛ ۲۵ فوریهٔ ۱۹۲۷ – ۷ ژوئیهٔ ۲۰۱۴) یک هنرپیشه، و صدا پیشه اهل ایالات متحده آمریکا بود. وی بین سال‌های ۱۹۳۴ تا ۱۹۶۵ میلادی فعالیت می‌کرد.

## گزیده فیلمشناسی
از فیلم‌ها یا برنامه‌های تلویزیونی که وی در آن نقش داشته‌است می‌توان به آثار زیر اشاره کرد.
- مردان کوچک (فیلم ۱۹۳۴) (۱۹۳۴)
- هاوک (فیلم ۱۹۳۵) (۱۹۳۵)
- استلا دالاس (فیلم ۱۹۳۷) (۱۹۳۷)
- آقای لینکلن جوان (۱۹۳۹)
- آقای اسمیت به واشینگتن می‌رود (۱۹۳۹)
- دستری دوباره می‌راند (۱۹۳۹)
- پینوکیو (فیلم ۱۹۴۰) (۱۹۴۰)
- ویرجینیا سیتی (فیلم) (۱۹۴۰)
- مریلند (فیلم ۱۹۴۰) (۱۹۴۰)
- بریگم یانگ (فیلم) (۱۹۴۰)
- نوت راکنی آمریکایی (۱۹۴۰)
- یاغی (فیلم ۱۹۴۳) (۱۹۴۳)
- میدان جنگ (فیلم ۱۹۴۹) (۱۹۴۹)
- شن‌های آیو جیما (۱۹۴۹)
- رشته‌کوه راکی (فیلم) (۱۹۵۰)
- فورت وورث (فیلم) (۱۹۵۱)
- آتیلا (فیلم ۱۹۵۴) (۱۹۵۴)
- پل‌ها در توکو-ری (۱۹۵۴)